# Jeff Pearce
Jeff Pearce este un muzician și compozitor de muzică ambient/new age, stabilit în Indiana, SUA. El a fost numit "unul din cei mai buni chitariști electronici ai tuturor timpurilor" de Allmusic, în timp ce criticul de muzică John Diliberto a scris în revista Billboard că Pearce este "unul din cei mai buni" chitariști ce au urmat conceptal de chitarist electric solo. Pearce a început să cânte la chitară la vârsta de 13 ani și a descoperit muzica lui Brian Eno și Harold Budd fiind la universitate.

## Înregistrări
Primul CD al lui Pearce, Tenderness and Fatality, a fost lansat în 1993 iar cele șase CD-uri ce au urmat l-au prezentat pe Pearce concentrate pe crearea muzicii folosind doar chitara electrică. CD-urile sale To the Shores of Heaven și Bleed au fost alese drept "CD-ul lunii" de producătorii de la emisiunea radio Echoes.  Pentru CD-urile sale șase și nouă, Lingering Light și Rainshadow Sky, Pearce prezintă compoziții scrise la Chapman Stick. Interpretând la Alto Chapman Stick, Pearceeste rugat în 2009 să scrie un articol pentru Stick Enterprises (producătorul instrumentului Chapman Stick) despre experiența sa cu Alto Stick.

## Premii și difuzări
CD din 2008 a lui Pearce, Rainshadow Sky a fost votat "album anului" de DJ-ii și programmatorii de radio care și-au prezentat listele lor de piese serviciului de raportare Zone Music Reporter.  În 2000, CD său To the Shores of Heaven a fost votat "CD-ul favorit al anului" de ascultătorii emisiunii radio Echoes, în timp ce Albumul său din 2005, Lingering Light a fost votat de ascultătorii Echoes CD-ul favorit al anului #10.
Muzica lui Pearce poate fi de asemenea ascultată la emisiunea radio sătămânală Hearts of Space.

## Contribuții și compilații
Pearce a interpretat la înregistrarea a două din compozițiile lui William Ackerman de pe albumul nomonalizat la premiile Grammy ,  "Meditations" și are lucrări pe CD-urile Echoes "Living Room Concert". El a colaborat cuKevin Keller la piesa "Distanced", de pe albumul lui Keller din 1999,  "Pendulum". Pearce a creat o versiune de Chapman Stick a piesei "Sudden Light" pentru CD-ul aniversar de 30 de ani a emisiunii radio Star's End apărând alături de Robert Rich, Jonn Serrie și Steve Roach.  El a contribuit de asemenea la chitară și Stick interpretând pentru lucrări de Paul Avgerinos, Jeff Oster, Robert Linton, și Vidna Obmana

## Discografie
- 1993: Tenderness and Fatality
- 1995: The Hidden Rift
- 1997: Vestiges
- 1998: Daylight Slowly
- 2000: To the Shores of Heaven
- 2001: The Light Beyond
- 2002: Bleed
- 2005: Lingering Light
- 2008: Rainshadow Sky
- 2012: In the Season of Fading Light
- 2014: With Evening Above
- 2014: Solitude: December (EP)